# العلاقات الأنغولية الجزائرية
العلاقات الأنغولية الجزائرية هي العلاقات الثنائية التي تجمع بين أنغولا والجزائر.

## مقارنة بين البلدين
هذه مقارنة عامة ومرجعية للدولتين:
| وجه المقارنة                                              | أنغولا           | الجزائر                      |
| --------------------------------------------------------- | ---------------- | ---------------------------- |
| المساحة (كم2)                                             | 1.25 مليون       | 2.38 مليون                   |
| عدد السكان (نسمة)                                         | 29.78 مليون      | 38.81 مليون                  |
| الكثافة السكانية (ن./كم²)                                 | 23.82            | 16.31                        |
| العاصمة                                                   | لواندا           | الجزائر                      |
| اللغة الرسمية                                             | اللغة البرتغالية | اللغة العربية، لغات أمازيغية |
| العملة                                                    | كوانزا أنغولي    | دينار جزائري                 |
| الناتج المحلي الإجمالي (بليون دولار)                      | 124.21 مليار     | 170.37 مليار                 |
| الناتج المحلي الإجمالي (تعادل القوة الشرائية) بليون دولار | 184.83 مليار     | 582.63 مليار                 |
| الناتج المحلي الإجمالي الاسمي للفرد دولار أمريكي          | 4.10 ألف         | 4.21 ألف                     |
| الناتج المحلي الإجمالي للفرد دولار أمريكي                 |                  | 14.19 ألف                    |
| مؤشر التنمية البشرية                                      | 0.533            | 0.745                        |
| رمز المكالمات الدولي                                      | +244             | +213                         |
| رمز الإنترنت                                              | .ao              | .dz                          |
| المنطقة الزمنية                                           | ت ع م+01:00      | ت ع م+01:00                  |

## منظمات دولية مشتركة
يشترك البلدان في عضوية مجموعة من المنظمات الدولية، منها:
| علم المنظمة | اسم المنظمة                        | تاريخ انضمام أنغولا | تاريخ انضمام الجزائر |
| ----------- | ---------------------------------- | ------------------- | -------------------- |
|             | البنك الإفريقي للتنمية             | ?                   | ?                    |
|             | الاتحاد الأفريقي                   | 11 فبراير 1979      | 25 مايو 1963         |
|             | منظمة التجارة العالمية             | ?                   | ?                    |
|             | منظمة الشرطة الجنائية الدولية      | ?                   | ?                    |
|             | منظمة حظر الأسلحة الكيميائية       | ?                   | ?                    |
|             | مؤسسة التمويل الدولية              | 19 سبتمبر 1989      | 23 سبتمبر 1990       |
|             | يونسكو                             | 11 مارس 1977        | 15 أكتوبر 1962       |
|             | البنك الدولي للإنشاء والتعمير      | 19 سبتمبر 1989      | 26 سبتمبر 1963       |
|             | مؤسسة التنمية الدولية              | 19 سبتمبر 1989      | 26 سبتمبر 1963       |
|             | الأمم المتحدة                      | 1 ديسمبر 1976       | 8 أكتوبر 1962        |
|             | وكالة ضمان الاستثمار متعدد الأطراف | 19 سبتمبر 1989      | 4 يونيو 1996         |
|             | الاتحاد الدولي للاتصالات           | 13 أكتوبر 1976      | 3 مايو 1963          |
|             | الاتحاد البريدي العالمي            | ?                   | ?                    |

## وصلات خارجية
- موقع وزارة الخارجية الأنغولية
- موقع وزارة الخارجية الجزائرية